# 翼茎水丁香
翼茎水丁香（学名：Ludwigia decurrens）又名翼茎丁香蓼，为柳叶菜科水丁香属下的一个种。